# Барведел
Барведел (њем. Barwedel) општина је у њемачкој савезној држави Доња Саксонија. Једно је од 41 општинског средишта округа Гифхорн. Према процјени из 2010. у општини је живјело 1.057 становника. Посједује регионалну шифру (AGS) 3151002.

## Географски и демографски подаци
Барведел се налази у савезној држави Доња Саксонија у округу Гифхорн. Општина се налази на надморској висини од 58 метара. Површина општине износи 19,8 km². У самом мјесту је, према процјени из 2010. године, живјело 1.057 становника. Просјечна густина становништва износи 53 становника/km².